# JP Morgan Chase

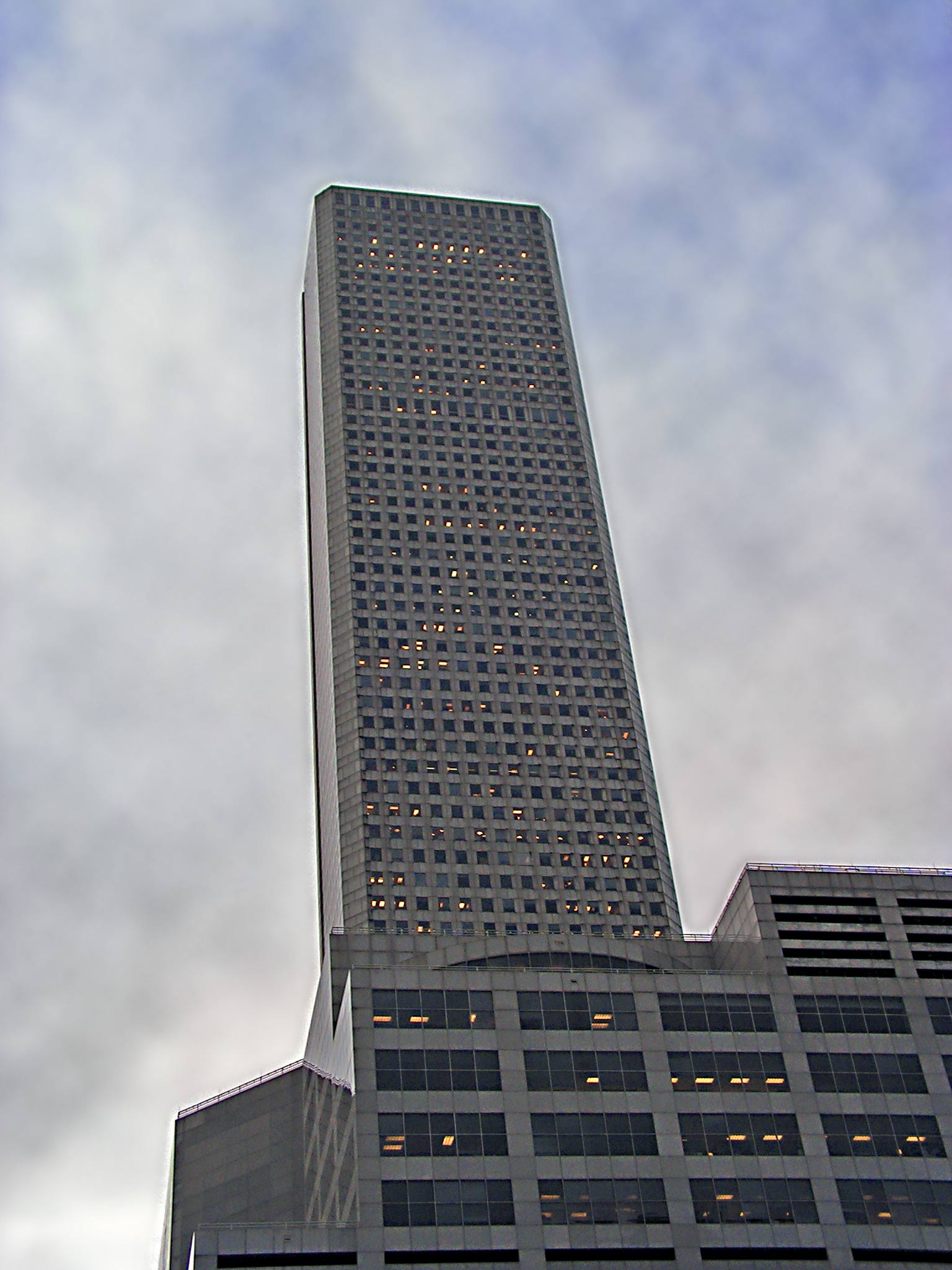
La Torre JP Morgan Chase en Houston.

JP Morgan & Chase Co. es el banco más grande de Estados Unidos y una de las mayores empresas financieras del mundo. Fue creada en el año 2000 a partir de la fusión del Chase Manhattan Bank con J.P. Morgan & Co. Es uno de los bancos más antiguos del mundo, con su origen en 1799. La empresa, con oficinas centrales en Nueva York, es líder en inversiones bancarias, servicios financieros, gestión de activos financieros e inversiones privadas. Con activos financieros de más de 2,4 billones de dólares ($2.400.000.000.000), JPMorgan Chase es actualmente la primera institución bancaria de Estados Unidos, y detrás de ella, el Bank of America y el Citigroup. 
La unidad de fondos de inversión libre (hedge funds) del banco es la más grande de los Estados Unidos, con inversiones de 34 mil millones de dólares en 2007. Los fondos más importantes son el JP Morgan US Technology que ha tenido unos rendimientos anualizados en los últimos tres años de un 30,53%.
En 2004, la empresa volvió a fusionarse con el Bank One de Chicago, incorporando al director ejecutivo de este último, Jamie Dimon, como presidente y director ejecutivo de la empresa fusionada, al mismo tiempo que se decidió que sería el sucesor de quien era director ejecutivo del grupo en ese momento, William B. Harrison, Jr.. En ese mismo año fue revelado el enlace con el comercio atlántico de esclavos de la empresa .
En enero de 2006, Dimon fue finalmente nombrado director ejecutivo y en diciembre también presidente del JP Morgan Chase.
JPMorgan Chase opera como marca del holding. Chase se usa como marca de las tarjetas de crédito y las actividades bancarias minoristas en los Estados Unidos.

## Historia
La New York Chemical Manufacturing Company fue fundada en 1823 como empresa dedicada a la industria química. En 1824 modificó sus estatutos para realizar actividades bancarias adoptando el nombre de Chemical Bank de Nueva York. Después de 1851 el sector bancario de la empresa se independizó y comenzó a crecer mediante una sucesión de fusiones, entre las que se destacaron la que se realizó en 1954 con Corn Exchange Bank, en 1986 con el Texas Commerce Bank (un gran banco de Texas) y en 1991 la Manufacturer's Hanover Trust Company, la mayor fusión bancaria hasta ese momento. A lo largo de la historia el Chemical Bank fue el banco más grande de los Estados Unidos en varias oportunidades, tanto en materia de inversiones como de depósitos.
En 1996 la empresa adquirió la Chase Manhattan Corporation pero mantuvo su nombre. En 2000, compró J.P. Morgan & Co. y cambió su nombre a «JP Morgan Chase & Co.».

### Chemical Banking Corporation
La New York Chemical Manufacturing Company fue fundada en 1823, fabricando químicos de variada índole. Un año después cambian su carta fundacional para incluir servicios bancarios, creando el Chemical Bank of New York. En 1851, el banco fue segmentado de su compañía madre, creciendo a través de varias adquisiciones y fusiones, incluyendo Corn Exchange Bank en 1954, Texas Commerce Bank en 1986 y Manufacturer's Hanover Trust Company en 1991.
En 1996, Chemical Bank adquiere Chase Manhattan y toma su nombre. Al día actual, JPMorgan Chase retiene el historial de precio accionario pre-1996 de Chemical, como su edificio en 270 Park Avenue (edificio nuevo habiendo reemplazado el original).

### Chase Manhattan Bank
El Chase Manhattan Bank fue creado en 1955 a partir de la adquisición del Chase National Bank (creado en 1877) por el Bank of the Manhattan Company (creado en 1799), la empresa más antigua.
Dirigido por David Rockefeller durante los años 70 y 80 fue uno de los grupos financieros más grandes y prestigiosos, pero se vio afectado en los años 1990 por el colapso inmobiliario y fue adquirido por el Chemical Bank en 1996.
El Bank of Manhattan fue creación de Aaron Burr, que transformó profundamente la institución. 

### Bank One Corporation
La Bank One Corporation fue creada en 1898 a partir de la fusión del Bank One de Ohio y el First Chicago NBD. Estos dos grandes bancos se habían creado a su vez a partir de la fusión de varios otros bancos.
El banco tiene sus orígenes en el First Bankgroup de Ohio, creado como una empresa subsidiaria del City National Bank of Columbus, Ohio y varios otros bancos del estado, que fueron renombrados como "Bank One" cuando la empresa madre fue renombrada a su vez Bank One Corporation. Al comenzar la banca interestatal se expandieron hacia otros estados, siempre renombrando los bancos que compraban como "Bank One", aunque por varios años no se fusionaron en un solo banco. Después de la fusión del NBD, los malos resultados financieros llevaron al despido del director ejecutivo John B. McCoy, cuyos padre y abuelo habían dirigido el Bank One desde sus orígenes. Jamie Dimon, quien se había desempeñado como alto ejecutivo del Citigroup, fue contratado para dirigir la compañía.

### J.P. Morgan & Company (Banca Morgan)

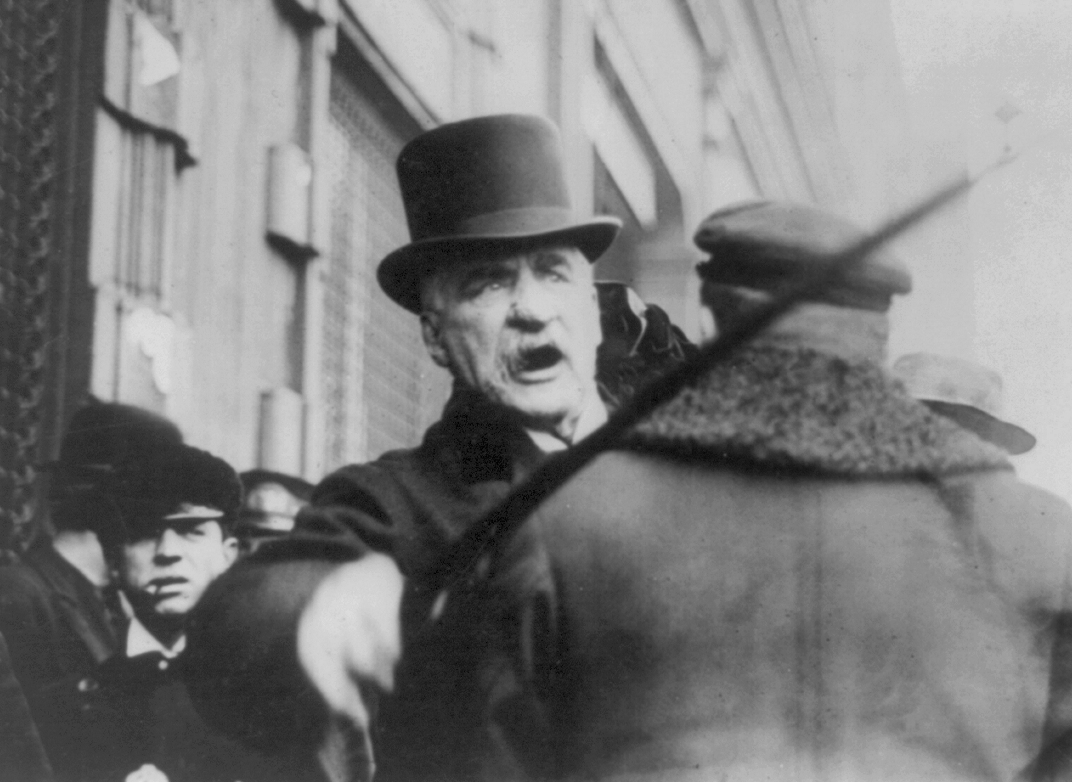
John Pierpont Morgan.

En 1895, Drexel, Morgan & Co. adoptó el nombre de J.P. Morgan & Co. (ver: John Pierpont Morgan) que financió las actividades de la United States Steel Corporation que tomó las actividades de Andrew Carnegie y otros y se convirtió en la primera empresa del mundo en superar los mil millones de dólares de capital. En 1895 le proveyó al gobierno de los Estados Unidos 62 millones de dólares en oro para sostener un bono y restaurar el superávit del tesoro. En 1892 comenzó a financiar los ferrocarriles de New York, New Haven and Hartford Railroad para transformarlos, a través de una serie de adquisiciones, en la empresa de transportes dominante de Nueva Inglaterra. 
Su principal competidor, Kuhn, Loeb & Co., fue más exitoso en asesorar y financiar a las compañías productivas y J.P. Morgan perdió el primer lugar en capitalización de mercado y en el ranking de empresas. Kuhn, Loeb & Co. tras una serie de fusiones y reorganizaciones devendría en Lehman Brothers.
En agosto de 1914, Henry P. Davison, un socio de la Banca Morgan, viajó a Inglaterra y realizó un acuerdo con el Banco de Inglaterra para hacer de J. P. Morgan & Co. el emisor monopólico de los bonos de guerra para Inglaterra y Francia. El Banco de Inglaterra fue agente fiscal de J.P. Morgan & Co. y viceversa. El banco también invirtió en suministros para equipos de guerra para ambos países. 
La oficina central construida en 1914 en el n.º 23 de Wall Street, y conocida como la Casa Morgan, fue durante décadas el lugar más importante de las finanzas estadounidenses.

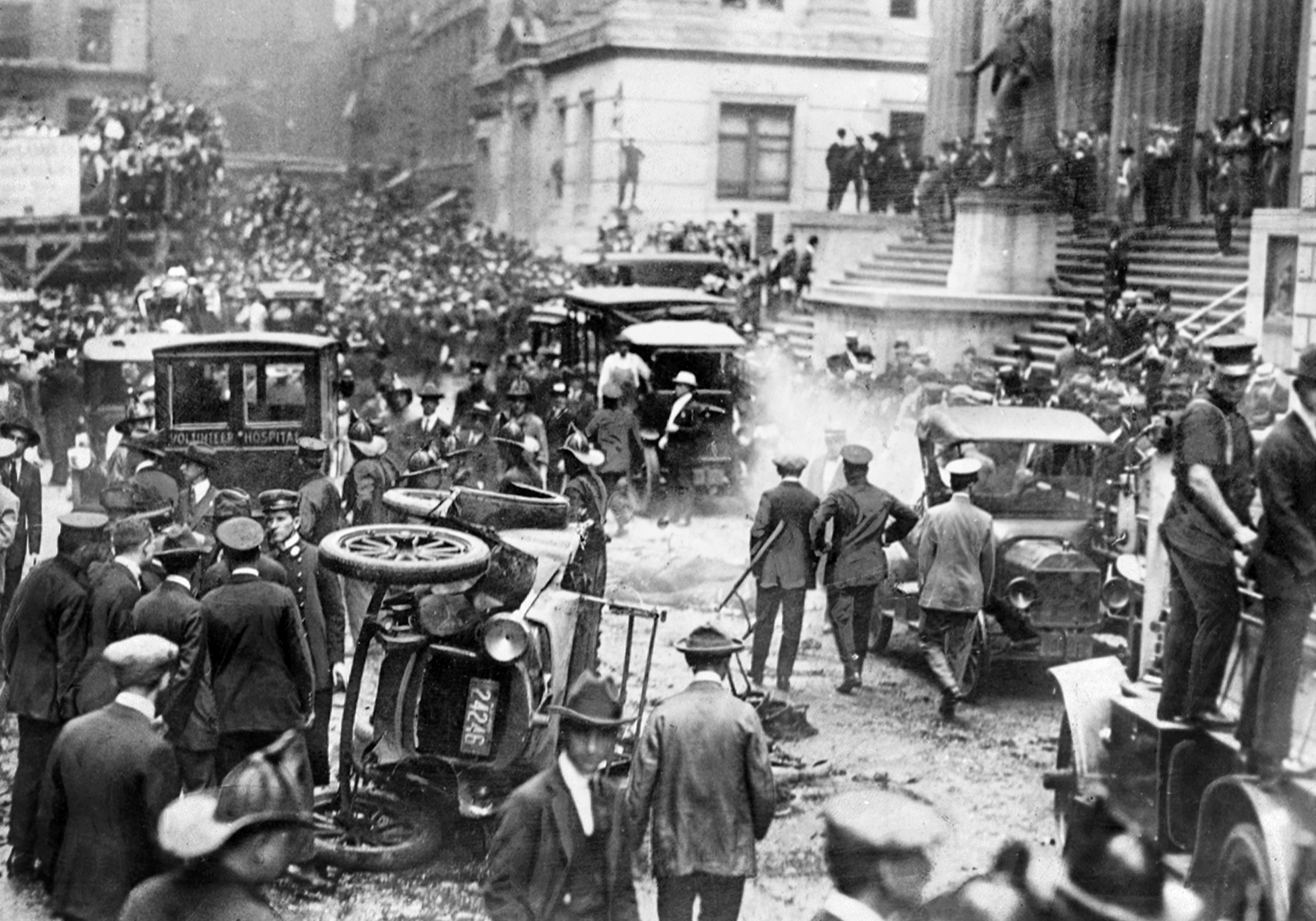
El 16 de septiembre de 1920 una bomba fue detonada frente a la Casa Morgan en Wall Street, matando 38 personas e hiriendo a 400. El atentado quedó sin resolverse.

El 16 de septiembre de 1920 se detonó una bomba que mató a 38 personas e hirió a 400. Poco después apareció una nota de advertencia en un buzón de la esquina de Cedar Street y Broadway que decía: «Recuerden que no toleraremos más. Liberen los presos políticos o será una muerte segura para todos ustedes. Combatientes Anarquistas Americanos». Todo tipo de teorías se han formulado acerca de este atentado. En 1940, después de 20 años de investigaciones, el FBI cerró el caso sin descubrir a los autores. 
En la década de los 30 J.P. Morgan fue obligado por la Ley Glass-Steagall (Glass-Steagall Act) a optar entre desarrollar actividades de banca comercial o de banca de inversiones, eligiendo la primera porque era vista como más rentable en ese momento. Enfrentado a este cambio, muchos socios de J.P. Morgan con algunos de Drexel decidieron crear el grupo que hoy es conocido como Morgan Stanley. En 1959 se fusionó con Guaranty Trust Company of New York para formar Morgan Guaranty Trust Company. Diez años más tarde fundaron un banco subsidiario llamado J.P. Morgan & Co. Incorporated, como sus padres. A finales de los años 1990 cuando fue adquirido por el Chase Manhattan, una serie de reformas a la Ley Glass-Steagall le permitió volver a actuar como banco de inversiones.
J.P. Morgan fue asesor de Malcolm Glazer y familia en la compra del Manchester United, pero fue eliminado posteriormente. En 2006, J.P. Morgan Chase compró Collegiate Funding Services, LLC, y creó Chase Education Finance.
En el primer trimestre de 2007, J.P. Morgan Chase informó tener un ingreso neto de 4900 millones y un récord de ganancias de 19.000 millones de dólares.

### Compra de Bear Stearns
El 14 de marzo de 2008, la Reserva Federal de Estados Unidos (FED) con la ayuda de JP Morgan, rescató a unos de los mayores bancos de inversión del mundo, Bear Stearns, con una importante inyección de fondos.
El 2 de abril de 2008, Ben Bernanke, presidente de la FED, declaró en público que la propia FED prestó el 14 de marzo a Bear Stearns 29.000 millones de dólares y que confía en recuperarlos. También declaró: “espero que nada parecido a lo ocurrido con Bear Stearns vuelva a ocurrir nunca”, y que no tuvieron tiempo ni avisos previos de los graves problemas de liquidez del banco estadounidense, “lo que no es habitual”.
Durante el pánico bancario de 1907, John Pierpont Morgan (JP Morgan) ya hizo lo mismo, aprovechando el pánico asociado a la fuerte crisis bancaria, para comprar a uno de sus competidores. En ese momento también estuvo al lado del Banco Central.

### First Republic Bank
El primero de mayo de 2023, en la segunda quiebra bancaria más grande desde la adquisición de Washington Mutual quince años atrás, la compañía adquiere la mayoría de los activos y depósitos de First Republic Bank. Esto se realizó a través de un depósito de $10,6 mil millones de dólares a la Federal Deposit Insurance Corporation, y devolviendo $25 mil millones en fondos que otros bancos tenían en First Republic, en un acuerdo negociado con el Departamento del Tesoro de los Estados Unidos, eliminando un depósito que éste tenía con la institución por unos $58 mil millones.

## Crisis de 2008
El año 2008 será recordado en la historia por el de la explosión de la burbuja inmobiliaria subprime, préstamos hipotecarios otorgados a familias con muy bajo poder adquisitivo, que en poco tiempo no podían pagar sus cuotas mensuales, lo que llevó a enormes procesos de embargos en los Estados Unidos en 2008 y 2009. Algunas de estas hipotecas suponían incluso pagar muy poco unos años hasta que se aplicaba un tipo de interés altísimo que no permitía poder asumirla.
El domingo 7 de septiembre de 2008, pasará a los canales de historia por el mayor rescate financiero nunca visto: El Tesoro americano, por medio de su secretario general Hank Paulson, anunció un plan de salvamento histórico de los dos conglomerados financieros e hipotecarios, Freddie Mac y Fannie Mae, que intervienen en el 70% de las hipotecas que firman los norteamericanos cada día.

## Derechos de patrocinios
- J.P. Morgan Chase es dueño de las ganancias por patrocinio de Chase Field en Phoenix, Arizona, sede de Arizona Diamondbacks. Antes de que el Bank One lo vendiera, era llamado "Bank One Ballpark" (correspondiente a la sigla B.O.B.).
- J.P. Morgan Chase es patrocinador oficial de la Liga Mayor de Soccer.
- Chase Auditorium (antes Bank One Auditorium) en Chicago, es sede del programa nacional de NPR, "Wait, Wait, Don't Tell Me."
- The J.P. Morgan Chase Corporate Challenge, posee y operado por el J.P. Morgan Chase, es la serie de carreras de autos más grande del mundo con 200.000 participantes en 12 ciudades en seis países, en cinco continentes. Se realiza anualmente desde 1977.

## Oficinas
Si bien las oficinas centrales del Chase Manhattan Bank estuvieron una vez ubicadas en el edificio One Chase Manhattan Plaza en el centro de Manhattan, las oficinas centrales en la actualidad están ubicadas en Park Avenue 270. El banco trasladó también algunas actividades a la Torre J.P. Morgan Chase. Desde la fusión con Bank One en 2004, los servicios minoristas (bajo la marca "Chase") están dirigidos desde Chicago. El servicio de tarjetas de crédito tiene su centro en Wilmington, Delaware. También tienen importantes centros en Brooklyn, Nueva York, Columbus, Dallas, Fort Worth, Indianápolis, Newark, Phoenix, Glasgow y Bournemouth. Las operaciones de tecnología están basadas en Bombay y Bangalore (India) y Buenos Aires (Argentina).
J.P. Morgan Securities, el sector de banca de inversiones de J.P. Morgan, tiene también importantes oficinas en varias partes del mundo como Londres, Hong Kong, Singapur y Tokio. Hasta 1979 tenía sucursales en Managua (Nicaragua). El grueso de las operaciones estadounidenses, sin embargo, son desarrolladas en dos edificios ubicados a ambos lados de Park Avenue en Nueva York: el Edificio Original de la Unión Carbide Building en Park Avenue 270, y el Edificio Original del Chemical Bank en Park Avenue 277.

## Empleados conocidos

### Mundo empresarial
- Andrew Crockett - Director general del Bank for International Settlements (1994-2003).
- Pierre Danon - Presidente de Eircom.
- Dina Dublon - Actualmente Miembro del directorio de Microsoft, Accenture y PepsiCo y anterior vicepresidenta ejecutiva y jefa de finanzas del JPMorgan Chase.
- Maria Elena Lagomasino - Actualmente miembro del directorio de Coca Cola y anteriormente directora ejecutiva del J.P. Morgan Private Bank.
- Jan Stenbeck - Anterior Propietario de Investment AB Kinnevik.
- Agustín Taño Thomas - Presidente de Banca A.T.T S.A.

### Política y empleo público
- Lewis Reford - político canadiense.
- William M. Daley - Secretario de Comercio de EE. UU. (1997-2000).
- Michael Forsyth, Baron Forsyth of Drumlean - Secretario de Estado de Escocia (1995-1997).
- Thomas S. Gates, Jr. - Secretario de Defensa de EE. UU. (1959-1961).
- Rick Lazio - Representante de EE. UU. (1993-2001).
- Antony Leung - Secretario de finanzas de Hong Kong (2001-2003).
- Frederick Ma - Secretario de Servicios Financieros y Tesoro de Hong Kong (2002-presente).
- Dwight Morrow - Senador de EE. UU. (1930-1931).
- Margaret Ng - Miembro del Consejo Legislativo de Hong Kong.
- George P. Shultz - Secretario de Trabajo de EE. UU. (1969-1970), Secretario del Tesoro de EE. UU. (1972-1974) y Secretario de Estado de EE. UU. (1982-1989).
- Luis Caputo - Actual Ministro de Economía de la Nación Argentina y Ministro de Finanzas de la Nación Argentina entre 2017 y 2018.

### Otros
- Jay Akselrud
- Douglas Cliggott - economista.
- Henry P. Davison - filántropo.
- David Dodd - economista.
- Samuel Gottesman - filántropo.
- Corliss Lamont - humanista.
- Sacha Baron Cohen - actor.

## Subsidiarias
JPMorgan Chase & Co. posee cinco subsidiarias bancarias en Estados Unidos:
- Chase Bank USA, National Association.
- JPMorgan Chase Bank, National Association.
- JPMorgan Chase Bank, Dearborn.
- J.P. Morgan Trust Company, National Association.
- Pier 1 National Bank.

## Competidores
- ABN AMRO
- BNP Paribas
- Bank of America
- Merrill Lynch
- Barclays Investment Bank
- Citigroup
- Commerzbank
- Credit Suisse Group
- Deutsche Bank
- Goldman Sachs
- Morgan Stanley
- RBS
- Société Générale
- UBS
- Wells Fargo